# Phlox cluteana
Phlox cluteana är en blågullsväxtart som beskrevs av A. Nels. Phlox cluteana ingår i släktet floxar, och familjen blågullsväxter. Inga underarter finns listade i Catalogue of Life.